# Motion Picture
Albums de Yello
Eccentrix-Remixes
(1999) The Eye
(2003)
Motion Picture est le dixième album du groupe de musique électronique suisse Yello. L'album sort le 25 octobre 1999, quelques mois seulement après le treizième album du groupe, un CD de remix appelé Eccentrix-Remixes.

## Pistes de l'album
| 1.    | Get On               | 4:28 |
| 2.    | Houdini              | 4:11 |
| 3.    | Prisoner of His Mind | 4:06 |
| 4.    | Distant Mirror       | 5:16 |
| 5.    | Time Freeze          | 5:05 |
| 6.    | Croissant Bleu       | 3:23 |
| 7.    | Liquid Lies          | 3:14 |
| 8.    | Squeeze Please       | 3:14 |
| 9.    | Shake and Shiver     | 4:30 |
| 10.   | Bubbling Under       | 5:13 |
| 11.   | Point Blank          | 6:12 |
| 12.   | Cyclops              | 4:27 |
| 53:07 |                      |      |

## Crédits
- Yello : producteurs
- Boris Blank : compositeur, arrangeur et ingénieur du son
- Dieter Meier : voix et paroles

Avec également
- Kevin Metcalfe : mastering
- Gino Todesco : soliste piano sur les pistes 5 et 11
- Martin Wanner : graphismes et pochette